# Aerangis pallidiflora
Aerangis pallidiflora är en orkidéart som beskrevs av Joseph Marie Henry Alfred Perrier de la Bâthie. Aerangis pallidiflora ingår i släktet Aerangis och familjen orkidéer. Inga underarter finns listade i Catalogue of Life.